# HPSCHD
HPSCHD (Pronunciado como acrónimo H-P-S-C-H-D, a pesar de que Cage dijo que el título es "Harpsichord"), es una composición para clavecín y sonidos generados por computadora, creada por el compositor estadounidense de vanguardia John Cage (1912–1992) y Lejaren Hiller (1924–1994). Fue escrita entre 1967 y 1969, y  estrenada el 16 de mayo de 1969, en Experimental Music Studios en la Universidad de Illinois en Urbana-Champaign.

## Historia de la obra
Como parte de los actos de conmemoración del centenario de la Universidad de Illinois en 1967, Hiller, jefe del departamento de música por computadora en ese momento, invitó a Cage (entonces visitante asociado del Centro de Estudios Avanzados) a presentar dos trabajos relacionados con el campo de la tecnología informática y los procedimientos aleatorios. Junto con una pieza llamada Atlas Borealis with Ten Thunderclaps, Cage presentó la idea de HPSCHD, que había sido encargada por la entusiasta del clavecín Antoinette Vischer. El largo y complejo proceso de composición también implicó la asistencia técnica de Jim Cuomo, Laetitia Snow, James Grant Stroud y Max Mathews.

## Estreno
HPSCHD fue estrenada ante una audiencia de 6000 personas el 16 de mayo de 1969, en el Salón de Asambleas de Urbana Campus en la Universidad de Illinois. Concebida como una experiencia multimedia altamente inmersiva, la presentación incluía a David Tudor, Antoinette Vischer, William Brooks, Ronald Peters, Yūji Takahashi, Neely Bruce y Philip Corner tocando clavecines cuyos sonidos fueron capturados y amplificados; 208 cintas con sonidos generados por computadora reproducidos a través de 52 reproductores de cintas monoaurales; y una serie de proyectores de películas y diapositivas utilizados para proyectar 6400 diapositivas y 40 películas en pantallas rectangulares y una pantalla circular de 340 pies. Muchas de estas imágenes, seleccionadas por Ron Nameth y Calvin Sumsion, fueron tomadas de la NASA (el estreno tuvo lugar un mes antes del primer aterrizaje tripulado en la Luna). La presentación, que duró aproximadamente 5 horas, no pretendía ser un evento estático y unidireccional, sino más bien un entorno hipnótico en el que se alentaba al público a "moverse dentro y fuera del edificio, alrededor del salón y a través del área de actuación." Durante el estreno, una imagen de Beethoven usando una camiseta de la Universidad de Illinois con la cara de Cage fue serigrafiada en túnicas de papel distribuidas a los miembros del público (y en las prendas de los miembros de la audiencia, incluyendo camisetas, una vez que se agotaron las túnicas). Se crearon tres grandes pósteres serigrafiados para el evento, dos de los cuales presentaban imágenes elegidas por operaciones al azar similares a las utilizadas en la composición de la música. Algunas copias fueron vendidas para apoyar el evento, cada una por un precio diferente que se estableció usando una tabla I Ching.

## Análisis
HPSCHD se compone de 7 piezas solistas para clavecín y 52 cintas generadas por computadora. Los solos de clavecín se crearon a partir de piezas procesadas aleatoriamente de Mozart, Beethoven, Chopin, Schumann, Gottschalk, Busoni, Schoenberg, Cage y Hiller, reescritas usando un programa informático FORTRAN diseñado por Ed Kobrin basado en los hexagramas del I Ching. Cage inicialmente había rechazado la comisión (declarando que odiaba los clavicémbalos porque le recordaban las máquinas de coser) pero la propuesta de Hiller reavivó su interés en la pieza, lo que proporcionó un desafío interesante para los experimentos casuales de Cage y el uso de algoritmos informáticos de Hiller en la composición musical.
Solos de veinte minutos para uno a siete clavecines amplificados y cintas de una a cincuenta y dos máquinas monoaurales amplificadas para ser utilizadas en todo o en parte en cualquier combinación con o sin interrupciones, etc., para hacer un concierto indeterminado de cualquier acuerdo sobre la duración que tiene de dos a cincuenta y nueve canales con altoparlantes alrededor de la audiencia. [...] Además de tocar su propio solo, cada clavecinista es libre de tocar cualquiera de los otros.
Después del debut en Urbana, Cage reconoció la naturaleza caótica de la pieza y la interpretación, explicando: "Cuando produzco un happening, hago mi mejor esfuerzo para eliminar la intención con el fin de que lo que se hace no obligue al oyente de ninguna manera. No creo que estemos realmente interesados en la validez de las composiciones. Estamos interesados en las experiencias de las cosas."

## Grabaciones
HPSCHD fue publicado por primera vez por Nonesuch Records en 1969 en un LP dividido que incluía una grabación de 21 minutos de duración de HPSCHD en el lado A y el Cuarteto de Cuerdas No. 2 de Ben Johnston en el lado B. Cada una de las 10,000 copias del LP incluía un Impresión de 37 cm x 55 cm de un programa llamado KNOBS, escrito por los compositores para mejorar la experiencia auditiva del disco. Estas impresiones, ejecutadas en una computadora CDC 6400 en la Universidad Estatal de Nueva York en Buffalo, en abril de 1969, ofrecieron una serie de configuraciones generadas aleatoriamente para volumen, agudos y graves para cada canal a intervalos de 5 segundos. El álbum fue reeditado en CD por Nonesuch en 1998.
Una nueva versión de la pieza fue lanzada en CD en 2003 por la Electronic Music Foundation. La primera edición del CD incluía un conjunto de quince tarjetas con notas regulares que el oyente puede organizar como un póster. Las notas contienen textos de Johanne Rivest, Bill Brooks, David Eisenman, Joel Chadabe y Robert Conant. Las partes de clavicémbalo fueron grabadas en 2000 en Foundation for Baroque Music, Inc., en Greenfield Center, Nueva York.